# Новороссия (Приморский край)
Новоро́ссия — село в Шкотовском районе Приморского края, входит в состав Центральненского сельского поселения.

## География
Село находится в южной части Приморского края, в долине реки Шкотовка (вытянуто вдоль её русла почти на 9 км), на расстоянии 20 км (по автодорогам) от посёлка городского типа Смоляниново, административного центра района, и 82 км (по автодорогам) от города Владивосток, административного центра края. Абсолютная высота — 85 м над уровнем моря

## История
Основано в 1893 году переселенцами из Черниговской губернии. В первый год основания села в нём поселилось 15 семей, во второй год — ещё 14 семей. В 1901 году построена церковь, в 1905 году открылась церковно-приходская школа. К 1910 году население села составляло 414 человек. В те годы селяне занималось в основном земледелием, скотоводством и пчеловодством. Во время коллективизации в 1932 году на базе села был образован колхоз «Победа», позже переименованный в «Путь к коммунизму». В годы Великой Отечественной войны на фронт ушли около 60 человек, из которых вернулось менее половины.

## Население
| 1896 | 1900 | 1910 | 1912 | 1915 | 1926 | 2002 |
| ---- | ---- | ---- | ---- | ---- | ---- | ---- |
| 185  | ↗236 | ↗414 | →414 | ↗439 | ↗573 | ↘559 |
| 2005 | 2008 | 2010 |      |      |      |      |
| ↘536 | ↘531 | ↘479 |      |      |      |      |

## Улицы
| - ул. Заречная, - ул. Зелёная, - ул. Набережная, - ул. Нагорная, | - ул. Первомайская, - ул. Солнечная, - ул. Школьная. |

## Транспорт
Через село проходит автотрасса Шкотово — Партизанск. Ближайшая железнодорожная станция — Смоляниново.